# Двупрестилчена носия
Двупрестилчената носия е женски традиционен костюм, една от главните категории на женските български носии, наред със сукманената и саичената носия.
Характерна е с носенето на две престилки – предна и задна – направо върху ризата. Задната престилка има различни местни наименования – вълненик, завешка, пещемал, тъкменик, кърлянка, окрел, – както и различна дължина и оцветяване – от пъстри и къси на запад към тъмни и дълги на изток.
В края на XIX век двупрестилчената носия е разпространена в по-голямата част от Северна България до Шуменско и Силистренско на изток, но без да включва Търновско. В планинските и източните части на тази област тя се използва успоредно със сукманената носия, която служи за зимно или домашно облекло.